# 대나무숲에서 알립니다
《대나무숲에서 알립니다》는 매주 수요일 이백, 황짠느가 다음 웹툰에서 연재하는 웹툰이다. 2019년 8월 14일에 시즌 1이 완결되었고, 2019년 11월 6일에 시즌 2가 시작되었다.